# Моноцитарный эрлихиоз человека
Моноцитарный эрлихиоз человека — природно-очаговая инфекция, передаваемая клещами, инфекционным агентом которой являются бактерии рода эрлихии (лат. Ehrlichia muris и Ehrlichia chaffeensis), поражающие моноциты крови. Заражение эрлихиозом происходит при проникновении в кровь жертвы слюны присосавшегося клеща.
При своевременном выявлении и лечении прогноз для пациентов благоприятный, летальность эрлихиоза — 3–5 %.

## История обнаружения
Эрлихии известны с 1935 года. Заболевание вызванное Ehrlichia canis, у человека описал в 1986 году американский гематолог Коичи Маэда (англ. Koichi Maeda).

## Эпидемиология
Моноцитарный эрлихиоз вызывает внутриклеточная бактерия Ehrlichia видов Ehrlichia muris и Ehrlichia chaffeensis. В дикой природе их резервуаром являются преимущественно олени, реже — лошади, собаки, козы, хомяки, койоты и мыши. От животных к человеку возбудителей переносят клещи, чаще всего Amblyomma americanum, Dermacentor variabilis, Ixodes pacificus, Ixodes persulcatus. Во время присасывания в кровоток человека бактерии попадают вместе со слюной клеща.
Эпидемиологи предполагают, что эрлихиями поражено до 50 % популяции иксодовых клещей.
Люди заболевают эрлихиозом обычно весной и летом, во время работы на дачных участках, при посещениях леса и парковых зон отдыха, не обработанных от клещей.
Факторы риска для заболевания:
- иммунодефицит;
- возраст старше 50 лет;
- проживание на территориях, занятых смешанными лесами и с высокой влажностью;
- неблагоприятные социальные условия — низкий уровень доходов (бедность), вынужденные неблагоприятные социально-гигиенические условия, вынужденная работа в местах обитания клещей, низкая грамотность, отсутствие профилактики укусов клещей, иммунодефицит, вызванный плохим питанием (бедностью).

Инкубационный период эрлихиоза в среднем длится 13 дней, известны случаи длительностью от 1 до 29 дней.

## Симптомы
Наиболее часто при эрлихозе проявляются миалгия, высыпания и лихорадка. Температура повышается до 38–40 °С.
В некоторых случаях эрлихиоз вызывает тошноту, абдоминальные боли, респираторные симптомы, признаки поражения мочевыделительной системы. Иногда встречаются признаки поражения центральной нервной системы: светобоязнь, головные боли до рвоты, нарушения сознания, ригидность затылочных мышц, парезы, параличи.

## Дифференциальная диагностика
Диагноз «моноцитарный эрлихиоз» устанавливается в результате анализа ПЦР на генетический материал возбудителя.

## См.также
- Клещевые инфекции